# Borowiny (Skierniewice)
Pour les articles homonymes, voir Borowiny.
Borowiny est une localité polonaise de la gmina et du powiat de Skierniewice en voïvodie de Łódź.